# Bielsko-Biała Wapienica
Bielsko-Biała Wapienica – stacja kolejowa w Bielsku-Białej (w dzielnicy Wapienica), w województwie śląskim, w Polsce. Znajduje się na wysokości 342 m n.p.m.

## Historia
Stacja kolejowa w Wapienicy została otwarta w 1888 roku gdy znalazła się na linii Kolei Miast Morawsko-Śląskich łączącej Morawy i Śląsk Cieszyński wraz z przedłużeniem do Kalwarii Zebrzydowskiej. Wybudowano dwukondygnacyjny budynek dworcowy charakterystyczny dla budowanych ówcześnie dworców austriackich. W 1973 roku zlikwidowano semafory kształtowe oraz zamontowano semafory świetlne i tarcze manewrowe świetlne. Podczas elektryfikacji linii kolejowej wybudowano pojedynczy peron. Za stacją zlokalizowana jest bocznica do składu paliw. 10 stycznia 1998 przez dworzec w Wapienicy przejechał pociąg retro prowadzony przez parowóz Ty2-953 ze skansenu w Chabówce. 24 kwietnia 2003 roku zlikwidowano kasę biletową, niedługo potem w tym samym roku zamknięto poczekalnię. 10 stycznia 2009 roku zawieszono kursowanie pociągów relacji Cieszyn - Bielsko Biała Główna.

## Galeria

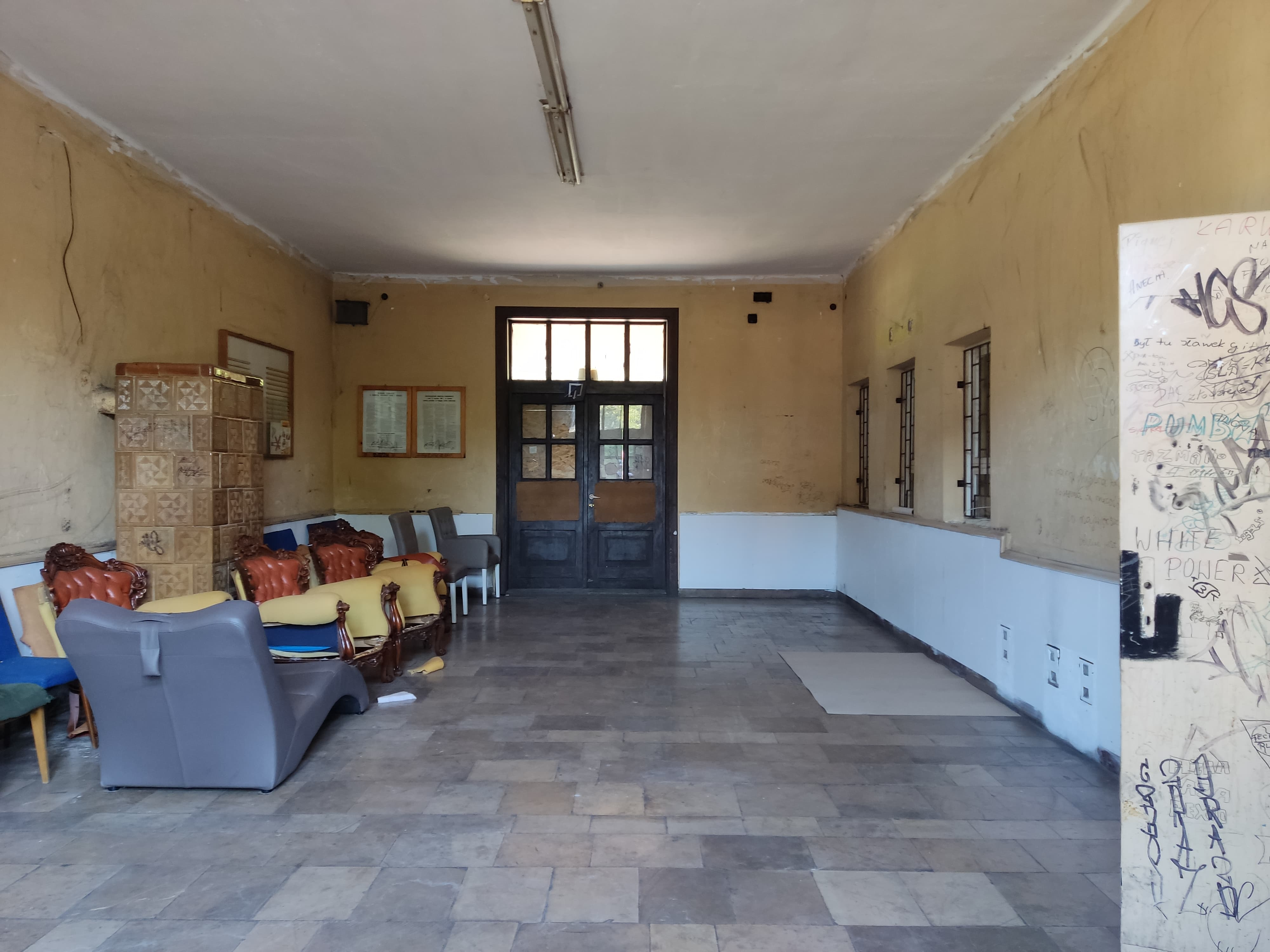
Dawna poczekalnia (stan 2022)